# Ẩm thực Thái Lan

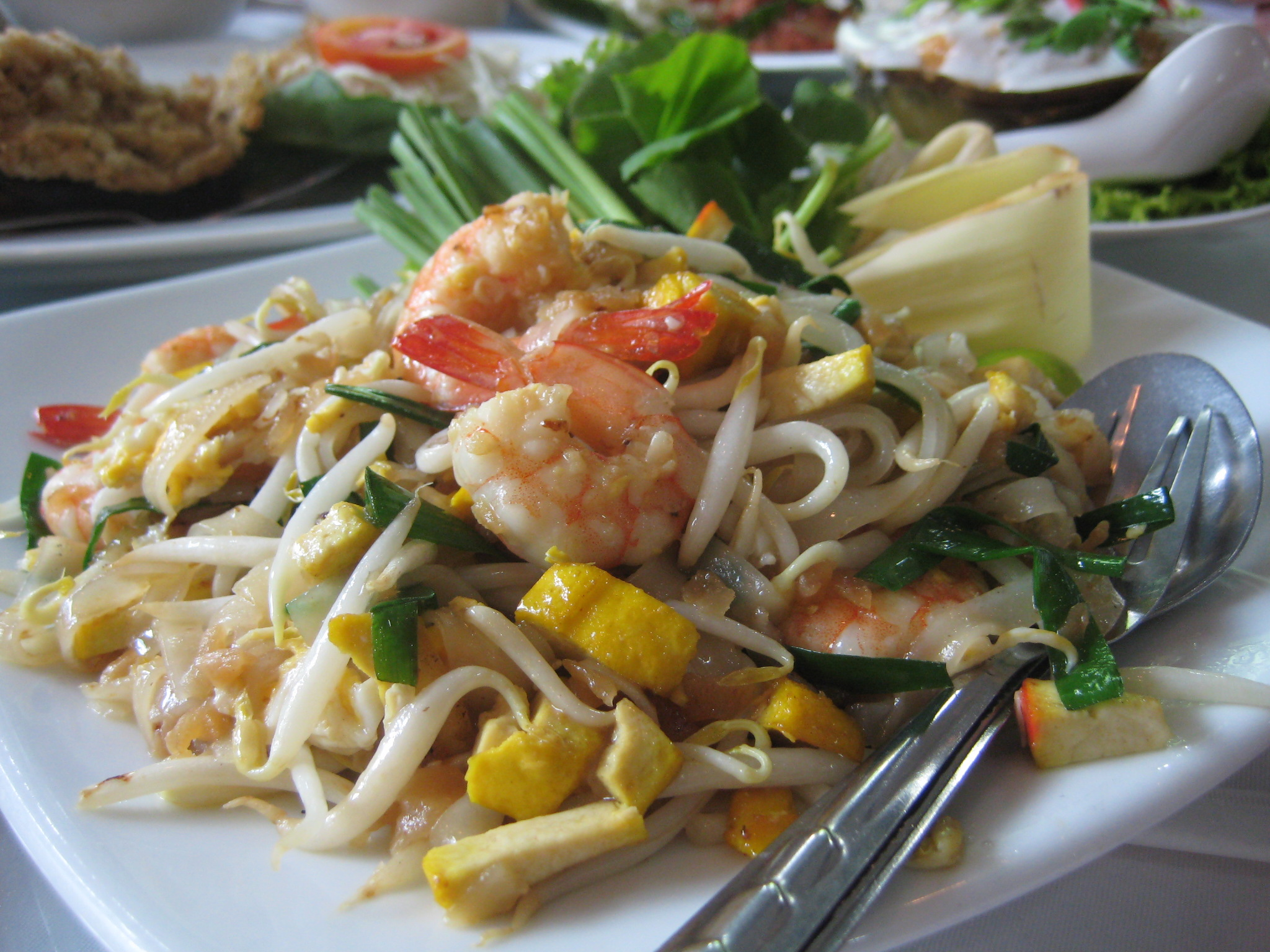
Một đĩa pad Thái với tôm, trứng và giá đỗ

Ẩm thực Thái Lan (tiếng Thái: อาหารไทย, RTGS: ahan thai, phát âm tiếng Thái: [A-hản Thay])  là sự hòa trộn tinh tế của thảo dược, gia vị và thực phẩm tươi sống với những phong cách nấu nướng đặc biệt. Mỗi món ăn hay toàn thể bữa ăn đều có sự phối trộn tinh tế giữa vị cay, chua, ngọt và đắng. Ẩm thực Thái Lan là một phần của văn hóa Thái Lan và trở thành một trong những yếu tố thu hút khách du lịch.  

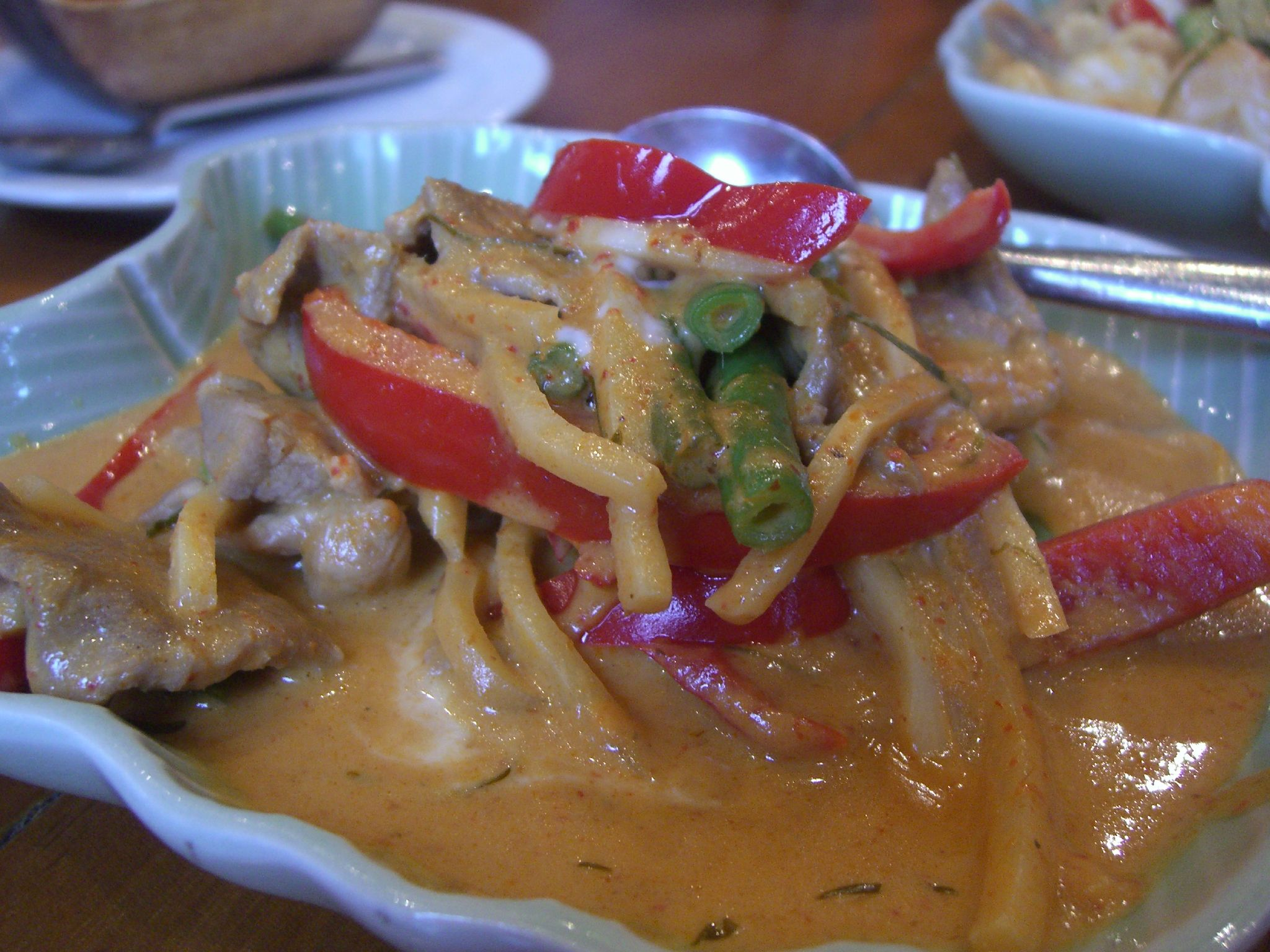
Một món ăn có sử dụng nước cốt dừa khá béo

Người Thái Lan quan niệm bữa ăn là nơi giao tiếp thân mật của mọi người. Trong bữa ăn, món ăn chính là cơm tẻ hoặc xôi lá cẩm, ăn cùng với nhiều món được chế biến theo các cách khác nhau, theo khẩu vị của mỗi vùng. Đó là các món súp, cà ri, các món hầm hoặc rán, salad và thêm một hay nhiều thứ nước chấm cơ bản như nước mắm và ớt. Người Thái Lan ăn tráng miệng bằng hoa quả tươi hay những loại bánh truyền thống.
Người Thái Lan coi thú ẩm thực là cách giải trí ưa thích nhất. Mỗi miền có một cách ăn và chế biến món ăn riêng.Ẩm thực Thái Lan thực tế là ẩm thực của 4 vùng miền khác biệt, mỗi vùng miền lại có một nét đặc trưng riêng trong cách chế biến truyền thống của họ.Một nét độc đáo trong các món ăn của các dân tộc Thái Lan là khi chế biến những món ăn, người Thái hoàn toàn ít khi dùng tới dầu mỡ và rất chú trọng tới việc điều phối các vị đắng - cay - mặn - chát. Những vị này được phối hợp hài hòa khiến thực khách cảm thấy vừa miệng, không có cảm giác ngấy, ngán khi ăn những món nướng, luộc, hấp, hun khói,....Khi thưởng thức những món nướng của người Thái sẽ thấy vị đậm đà, giàu chất dinh dưỡng. Các món hấp, món luộc có hương thơm đặc biệt cùng vị ngon ngọt... được làm rất công phu khiến người ăn nhớ mãi không quên. Từng món ăn như chứa đựng cả tấm lòng của người Thái gửi gắm vào đó.

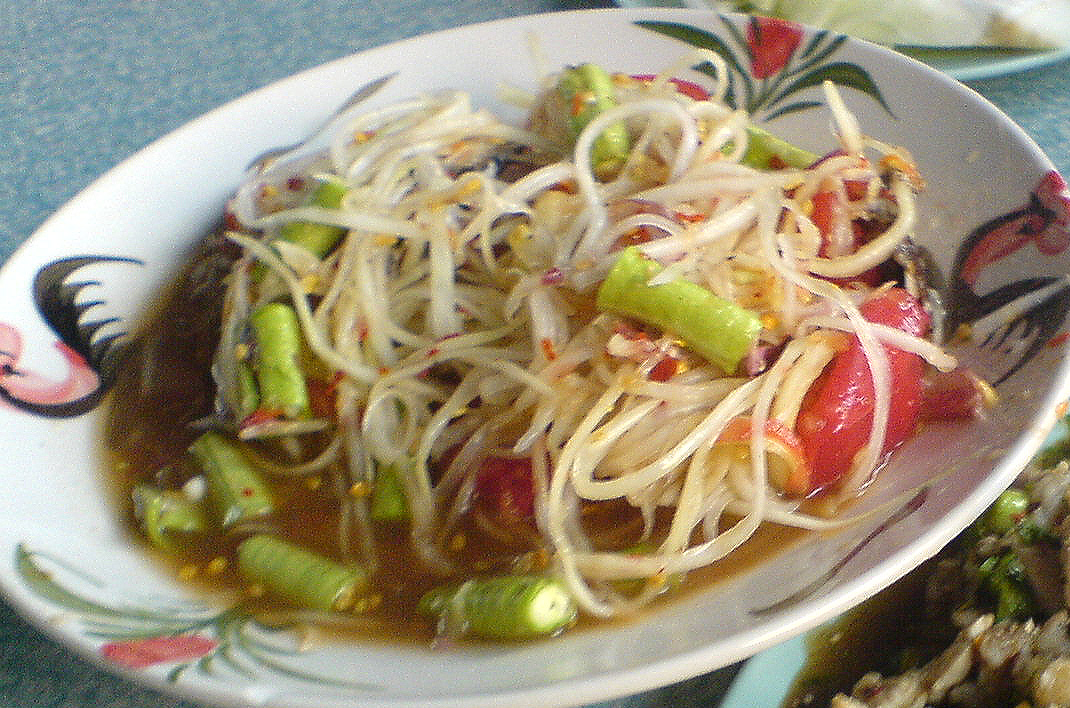
Đây là Somtam - Gỏi đu đủ - món ăn quen thuộc của người Thái Lan

Ngoài ra khi nhắc đến ẩm thực Thái Lan chúng ta cũng phải nhắc đến ẩm thực cung đình Xiêm trước kia. Ban đầu chỉ phổ biến trong hoàng tộc, ngày nay nó được lưu truyền rộng rãi.

## Phong cách

### Ảnh hưởng
Ẩm thực Thái Lan chịu ảnh hưởng từ ẩm thực của các nước lân cận như Trung Quốc, Ấn Độ, Malaysia, Myanmar, v.v... Vùng Đông Bắc Thái Lan thì mang đậm phong cách tương tự Lào. Vùng núi phía Bắc mang đậm phong cách Myanmar, trái lại vùng phía nam Thái Lan chịu ảnh hưởng của ẩm thực Hồi giáo từ Malaysia. Riêng vùng núi Korat vùng phía Đông ảnh hưởng của Campuchia.

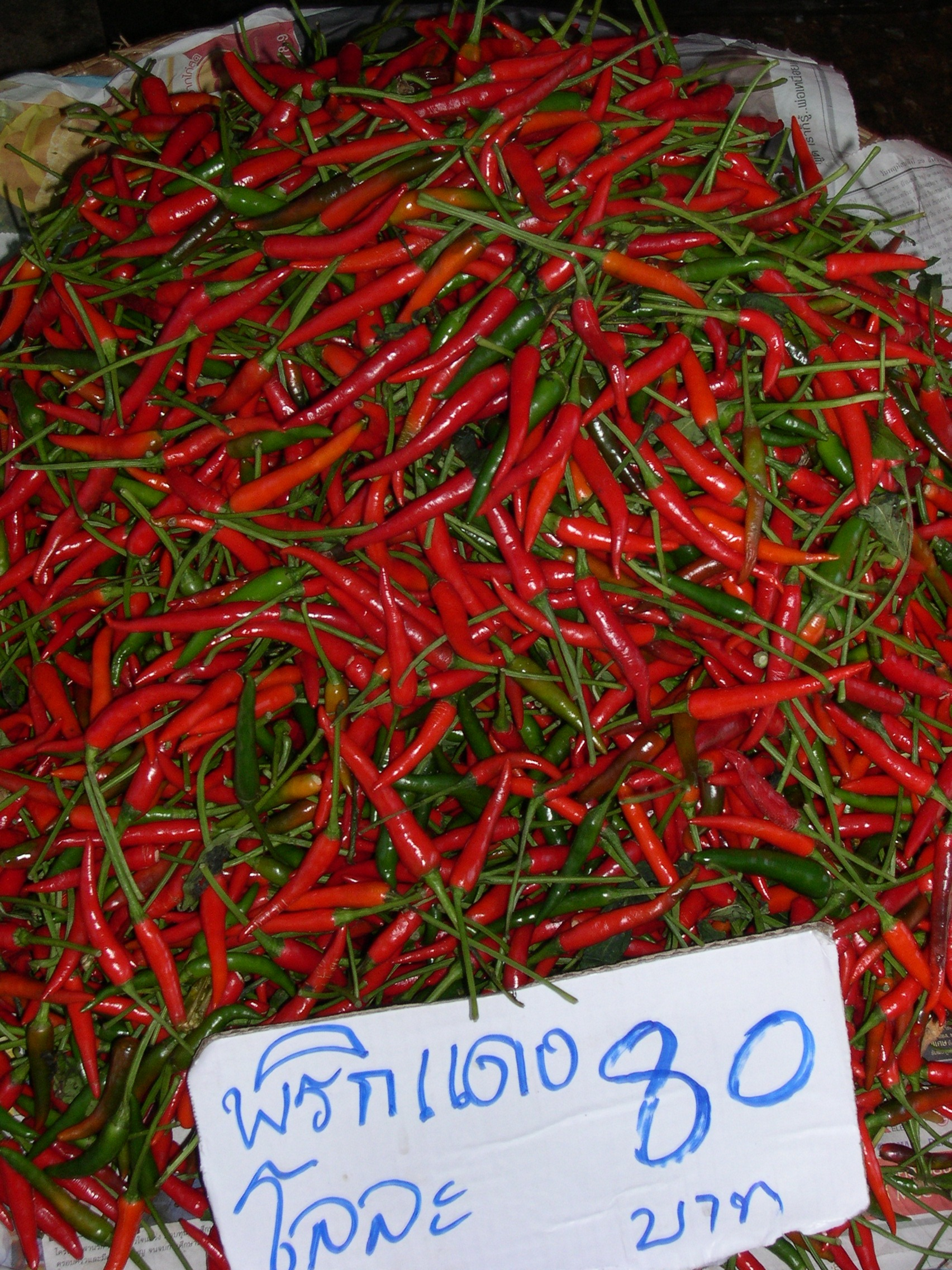
Ớt sừng trâu- loại gia vị phổ biến trong hầu hết các món ăn Thái

### Vị chính
Món ăn Thái Lan mang nhiều hương vị khác nhau và mang 3 vị chính là: cay, chua và ngọt.

### Tính cộng đồng
Cùng nhau chia sẻ các bữa ăn chính là một yếu tố quan trọng trong đời sống hàng ngày của người Thái. Rất hiếm khi họ ăn một mình. Điều đó giải thích tại sao trong bữa ăn các món ăn được bày ra cùng một lúc và tại sao người Thái lại sử dụng chung một cái muôi cho mỗi đĩa thức ăn.

## Ẩm thực các miền

### Miền Trung
Người dân ở đây thích ăn các loại cơm gạo tẻ thơm. Cơm là món chính đối với tất cả các gia đình miền Trung Thái Lan. Trung bình có từ 3 đến năm món ăn như Kang Phed (cà ri đỏ Thái), Tom Yum (canh chua), rau, nước mắm, cá trích, trứng rán theo kiểu Thái, thịt lợn nướng. Đồ ăn Thái –Trung Quốc phổ biến ở các thành phố như Bangkok, đặc biệt là các món mì. Miền Trung cũng có những món ăn theo kiểu Hoàng gia, được chế biến phức tạp hơn các món ăn thông thường. Do chịu ảnh hưởng của món ăn trong cung vua nên phong cách nghệ thuật nấu nướng rất cầu kỳ. Người Thái ở miền Trung thích ăn món nấu mềm và nhừ với một chút vị ngọt. Cách bày biện món ăn cũng mang tính nghệ thuật. Bàn ăn thường được trang trí với rau và hoa quả tỉa. Ẩm thực miền Trung đôi khi là sự kết hợp những món ăn ngon nhất của các vùng khác. Tại miền Trung, người ta có thể tìm thấy mọi món ăn, và tại miền Trung, các món ăn vùng miền khác đạt đến tiêu chuẩn của nó. Ít ai biết rằng người Thái còn có những món ăn truyền thống mà ai đã từng được thưởng thức một lần đều sẽ nhớ mãi...Nền văn hóa của dân tộc Thái vô cùng đa dạng, nhất là khi nói về ẩm thực miền Trung Thái Lan.
Với những món ăn được chế biến công phu, độc đáo, ẩm thực truyền thống của dân tộc Thái vùng miền Trung Thái Lan được xem là cách truyền tải hữu hiệu nhất nét đẹp văn hoá con người nơi đây.
Tất cả món ăn của người Thái đều được chế biến từ nguồn nguyên liệu hoàn toàn tự nhiên. Thịt trâu, thịt bò, cá, gà được người Thái tẩm, ướp gia vị rất cầu kỳ và cẩn thận. Gia vị để ướp là hạt "mắc khén" (một dạng hạt tiêu rừng), ớt, tỏi, gừng, muối...  Khi  chế biến các món ăn, người Thái ít khi sử dụng tới dầu mỡ.
.
Một nét độc đáo trong các món ăn của dân tộc Thái là khi chế biến những món ăn, người Thái hoàn toàn không dùng dầu mỡ và rất chú trọng tới việc điều phối các vị đắng - cay - mặn - chát. Những vị này được phối hợp hài hòa khiến thực khách cảm thấy vừa miệng, không có cảm giác ngấy, ngán khi ăn những món nướng, luộc, hấp, hun khói,....

### Miền Bắc

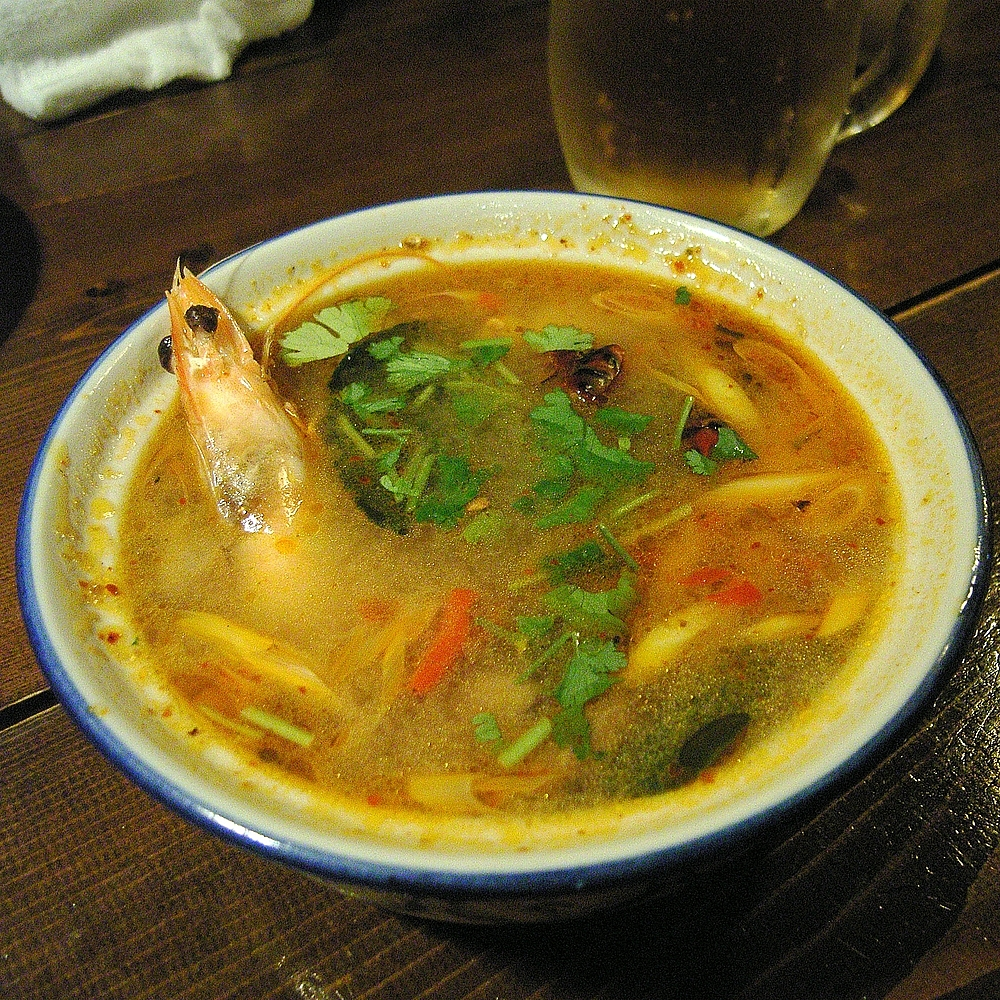
Tom yum - canh chua tôm, món ăn khá phổ biến

Ẩm thực miền Bắc hầu như mang đậm phong cách Myanmar. Món ăn miền Bắc được nấu theo hương vị riêng, bữa ăn thông thường gồm có xôi, nhiều loại nước chấm khác nhau như namprik  noom, namprik dang, namprik ong và các loại xúp cay (kang)  như kang hangle, kang hoh, kang kae. Ngoài ra còn có xúc xích địa phương như sai ua, nham, thịt hầm, lợn nướng, lợn rán, gà rán và rau đi kèm. Món ăn miền Bắc khác biệt với các vùng khác. Xôi là món ăn được ưa thích; khi ăn, người ta thường nắm thành nắm tròn nhỏ (như xôi lá cẩm ăn kèm xoài với nước cốt dừa). Món cà ri của miền Bắc ít cay hơn so với miền Trung và Đông Bắc Thái Lan.
Có thể thấy được ảnh hưởng của nước láng giềng Myanmar lên một số món ăn phổ biến như:  kaeng hang le, một món cà ri chế biến từ thịt lợn, gừng, me, nghệ và món khao soy, cũng là một món cà ri nấu với mì trứng, thịt, nhưng khi chín cho thêm hành tây, bắp cải dầm giấm và lá chanh thái chỉ. Người miền Bắc thích món ăn nấu vừa chín tới với một chút vị mặn và hầu như không có vị ngọt và chua. Họ thích ăn thịt lợn nhất sau đó là thịt bò, thịt gà, thịt vịt, thịt chim v.v...
Món thịt trâu hoặc bò, cá, gà nướng được người Thái tẩm, ướp gia vị rất cầu kỳ. Gia vị để ướp là tiêu rừng hay còn gọi là "mắc khén", ớt, tỏi, gừng, muối... Trước khi đem ướp với thịt, các gia vị cũng được nướng lên cho chín, hương thơm. Đến vung này, nói chung có  nhiều nhà hàng với đội ngũ cán bộ, nhân viên là người dân tộc, hiểu được phong tục tập quán của đồng bào, có kỹ thuật nấu món ăn, sẵn sàng phục vụ du khách có nhu cầu thưởng thức văn hoá ẩm thực dân tộc.Trong mâm cơm của người Thái có nhiều món ăn, mỗi món đều có hương vị đặc trưng. Đặc trưng nhất là món thức ăn nướng. Các loại thịt gia súc, gia cầm, hay thủy sản đều có thể nướng. Thịt thái miếng, ướp gia vị, dùng xiên hoặc kẹp tre tươi đặt lên than hồng; hoặc thịt băm nhỏ, bóp nhuyễn với trứng, gói lá chuối, lá dong, kẹp lại, nướng trên than đỏ hoặc vùi tro nóng; khi chín, thịt rất thơm, ăn không ngán. Món cá nướng hấp dẫn bởi hương thơm của cá, vị cay của ớt.Do dặc thù vùng cao, người Thái thường để dành cá sấy trong bếp. Khi có khách, nhà xa chợ, chưa làm kịp món ăn thì bỏ cá ra nướng lại cho thơm, rót rượu mời khách nhâm nhi. Và ở bếp, người nhà tiếp tục chế biến món ăn, tiếp từng món lên đãi khách. Đây là cách giữ chân khách, thể hiện sự hiếu khách của đồng bào vùng cao. Bên cạnh các món nướng, người Thái còn có tài chế biến gia vị để ăn với các món luộc, món hấp, hương vị thơm ngon. Từ thịt, cá, người vùng cao còn có các món lạp, luộc, canh chua... với vị ngon đặc trưng.

### Miền Đông Bắc

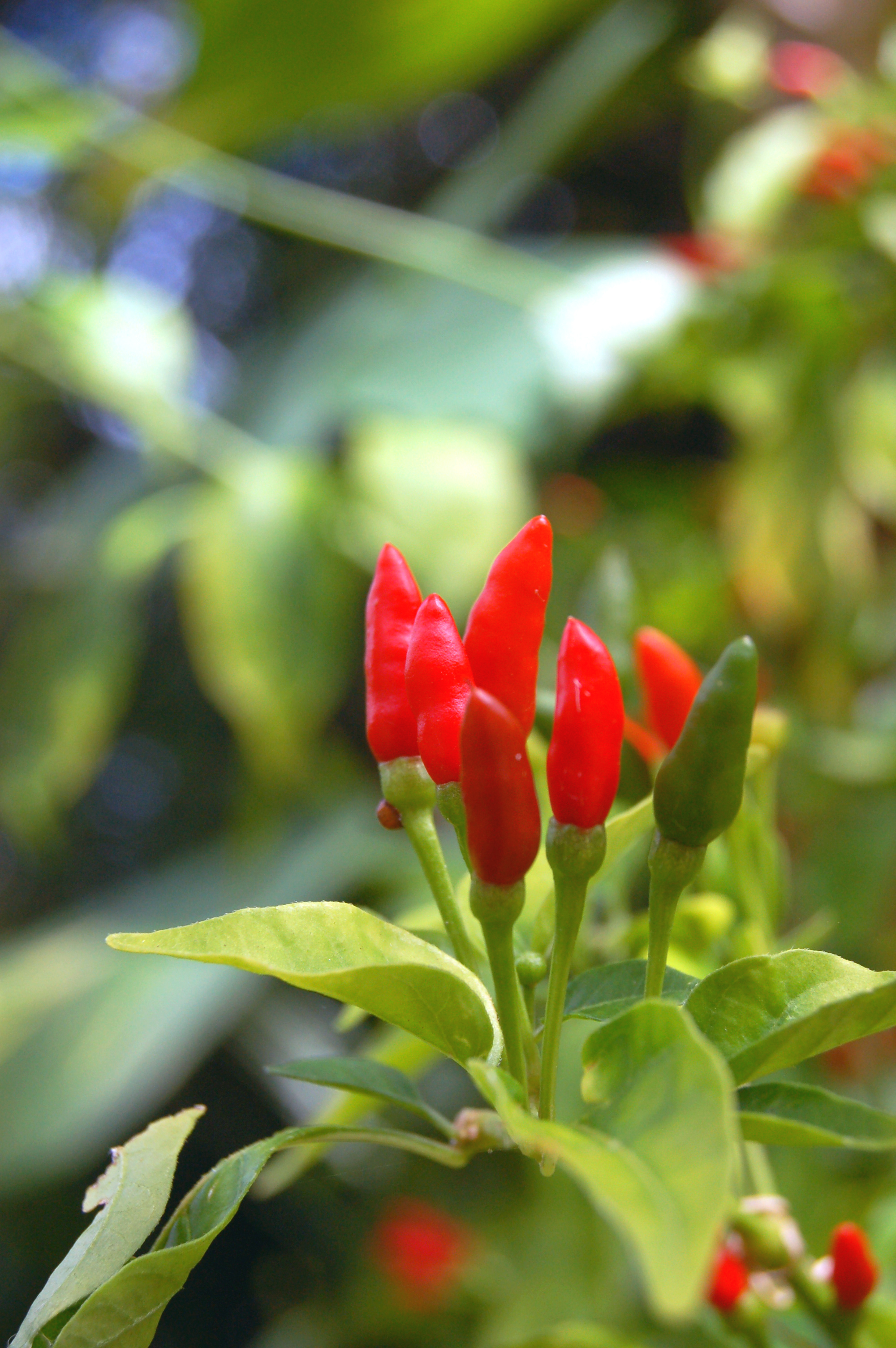
Prik khi nu - ớt hiểm (ớt chuột) - gia vị cay xé lưỡi có thể tìm thấy trong rất nhiều món ăn Thái.

Nhiều món ăn của miền Đông Bắc thể hiện những ảnh hưởng của nước láng giềng Lào. Xôi là món ăn chính, thường ăn cùng với thịt, tiết lợn, nộm đu đủ, cá nướng, gà nướng... Món ăn của miền này thường ăn với món som tam  và món kai yang (gà nướng). Vì các loại thịt gia súc và gia cầm ít nên cá nước ngọt và tôm là nguồn cung cấp prôtêin chủ yếu. Người vùng Đông Bắc thích ăn thịt rán như thịt ba ba, rùa, rắn, chuột đồng, kiến đo, côn trùng... Thịt lợn, bò, gà cũng rất được ưa thích.Mùa nào thức nấy, người Thái đãi khách bằng sản vật được vùng Đông Bắc hoang sơ và hào phóng ban phát cho như: Nhộng ong, cá suối, măng lay, măng đắng, măng ngọt, cải ngồng...
Gia vị của miền Đông Bắc Thái Lan không thể thiếu chẩm chéo (Jim Jaew)..

### Miền Nam
Ở miền Nam, dừa đóng vai trò quan trọng trong nhiều món ăn. Nước cốt dừa đun nóng được rưới vào xúp và cà ri. Dầu dừa dùng để rán. Cùi dừa làm gia vị. Hải sản tươi sống phổ biến như: cá, tôm, tôm hùm, cua, mực ống, sò, trai. Hạt điều có rất nhiều ở vùng này, dùng để ăn như món khai vị hoặc rán với thịt gà và ớt khô, cũng như loại đậu cay sator được người miền Nam ưa thích bởi vị hơi đắng. Đồ ăn Thái-Trung Quốc cũng phổ biến ở các thành phố lớn.
Ẩm thực miền Nam là sự kết hợp ảnh hưởng của các nước như Ấn Độ  hay Indonesia như món cà ri Massaman (kaeng matsaman), món cà ri mang phong cách Ấn Độ nấu cùng bạch đậu khấu, đinh hương, quế và những xiên thịt nướng với nước xốt đậu phộng cay bắt nguồn từ Indonesia. Món ăn miền Nam có xu hướng cay nóng hơn nhiều so với món ăn ở các vùng khác của Thái Lan. Các món ăn mang hương vị đặc biệt của miền Nam là các món canh (xúp cay hay cà ri) như kang liang, kang tai pla và xốt budu. Món khao yam, là một món ăn ngon của người miền Nam có vị mặn nên món khao yam được ăn cùng rau. 

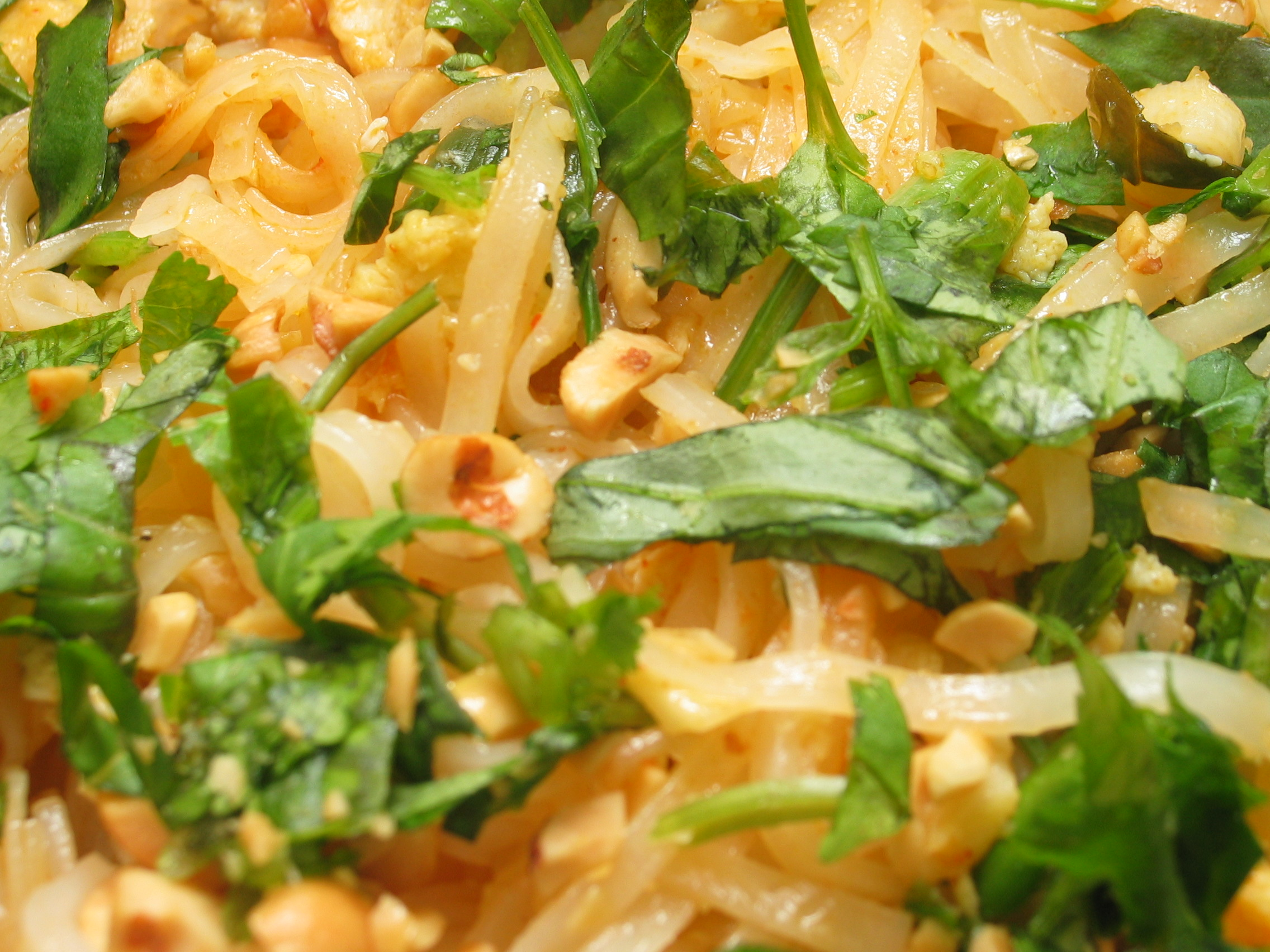
Pad Thái

## Gia vị
Một trong những nét vô cùng đặc sắc của ẩm thực Thái là cách dùng các loại rau thơm hay rau sống và các loại gia vị. Riêng về cách dùng gia vị, có một số món ăn cực kỳ cay, nhưng không có nghĩa là món nào cũng cay cả. Chính các gia vị đã làm nên điều đặc biệt của món ăn Thái. Hầu như món ăn nào người Thái cũng cho gia vị. Ớt hầu như là gia vị chủ đạo trong hầu hết các món ăn của Thái.

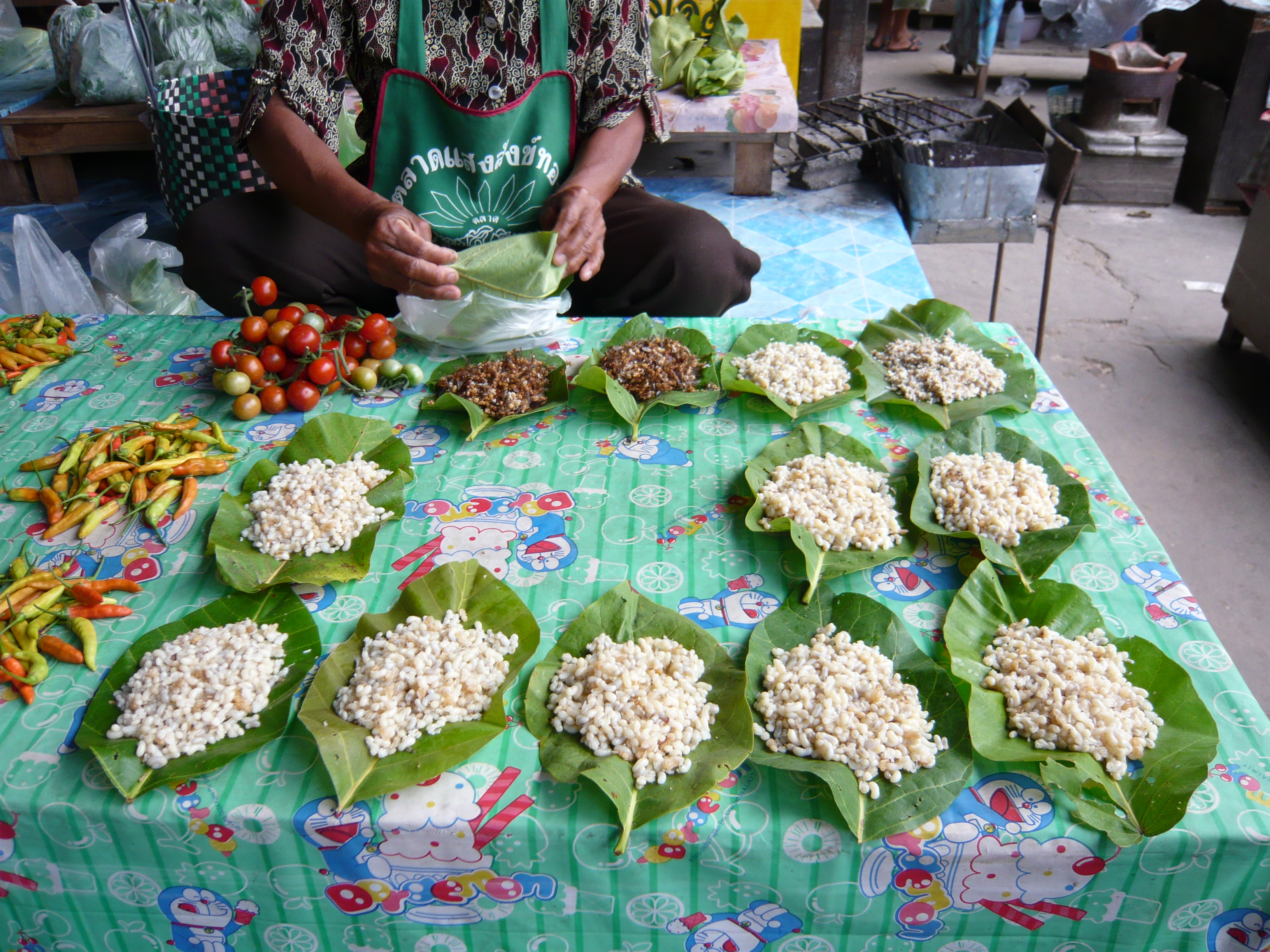
Một món ăn vùng Isan

Tinh dầu hoa nhài, nụ hoa sen, rau muống, đinh hương, nghệ tây, vừng và rất nhiều các thảo mộc và gia vị khác đem lại những hương vị tuyệt vời cho ẩm thực Thái Lan với nhiều hình thức chế biến khác nhau, thêm vào chất bổ dưỡng cho các món ăn.

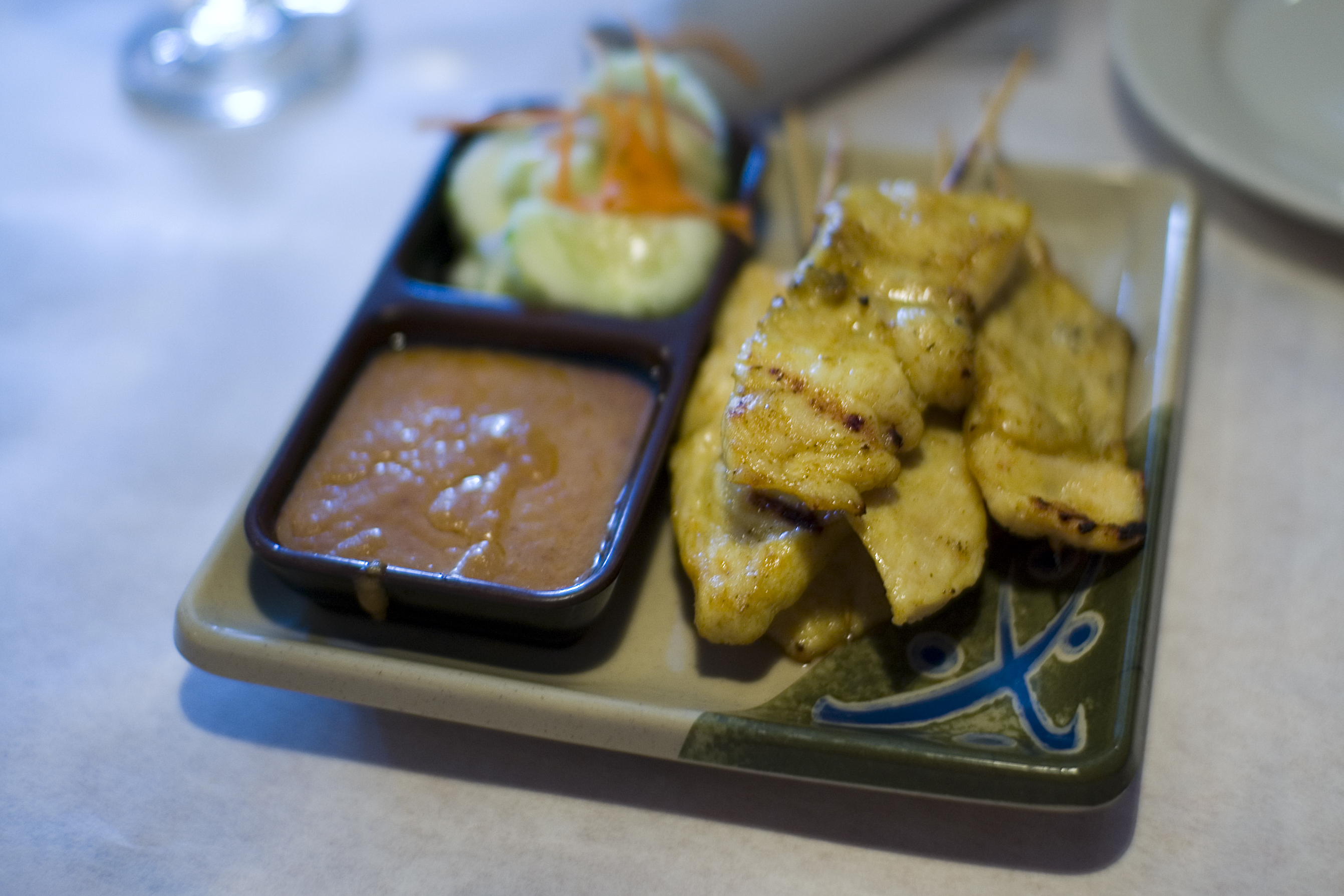
Gà rán satế

### Rau thơm
Các loại rau thơm có tác dụng làm tăng thêm mùi vị cho món ăn và ngoài ra chúng có các tác dụng về mặt chữa bệnh. Trở lại thời kỳ xa xưa, Thái Lan có một lịch sử lâu dài về việc thảo mộc làm thuốc chữa bệnh và dần dần ngấm vào trong nghệ thuật ẩm thực. Các món ăn của Thái đều chứa hàm lượng chất béo thấp và chế biến từ các nguyên liệu tươi, điều này làm cho các món ăn Thái có lợi cho sức khoẻ. Ngoài việc ẩm thực Thái Lan là ăn ngon, ẩm thực Thái còn có tác dụng chữa bệnh.
Điều làm cho ẩm thực Thái ngày càng nổi tiếng thế giới chính là giá trị y học của các loại thảo mộc và các loại gia vị ngày càng được quốc tế quan tâm đến. Một số lớn các loại gia vị và thảo mộc là giống bản địa của đất nước này, nhưng một số lượng lớn hơn lại được mang từ nơi khác đến và được trồng tại đây từ xa xưa. Chúng được sử dụng rất lâu đời như các vị thuốc và dĩ nhiên các đầu bếp hiểu giá trị chữa bệnh của các loại thảo mộc và gia vị cũng như hương vị của chúng. 

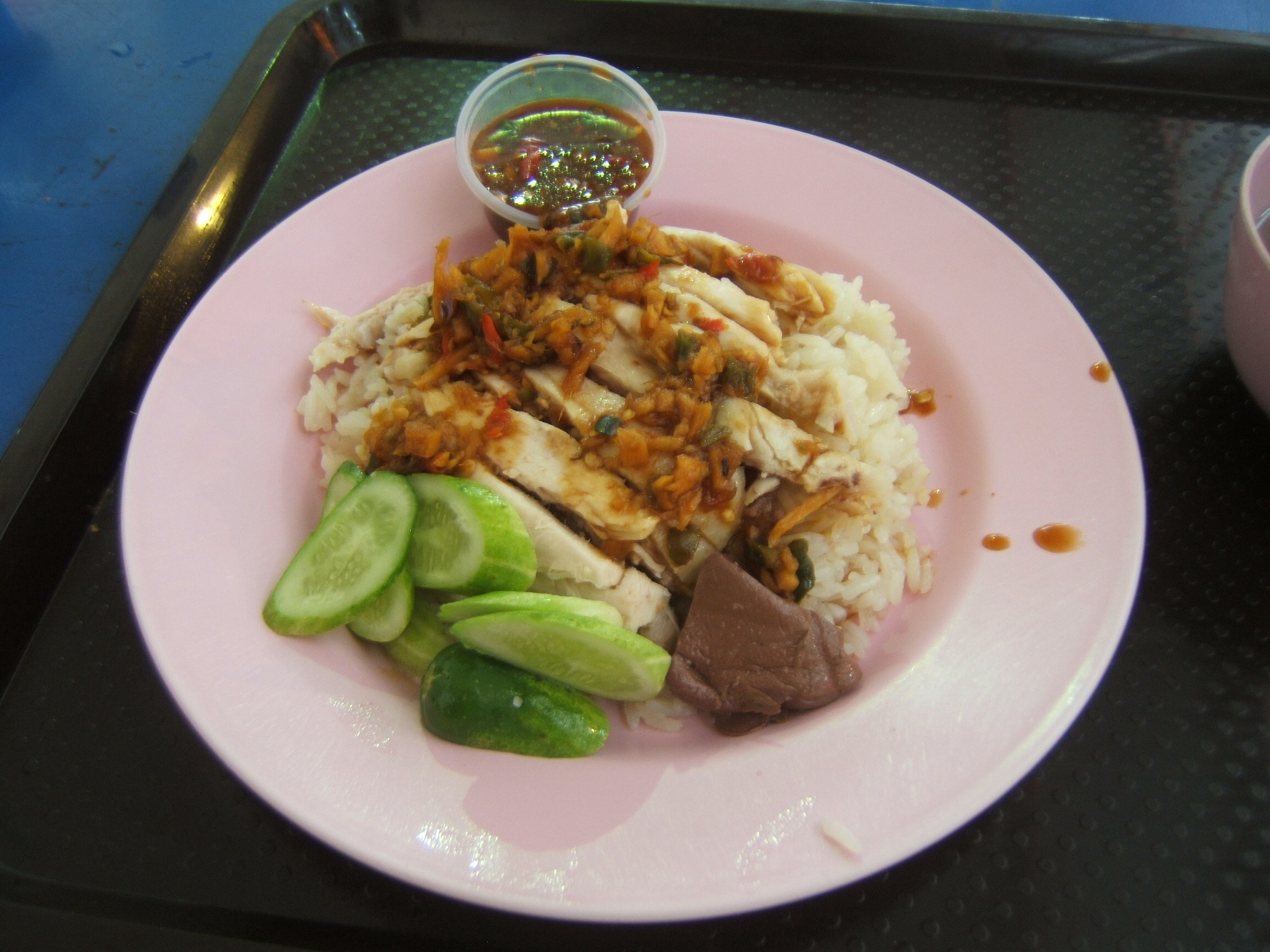
Khao Mun Kay - cơm gà

Chanh là loại gia vị mà người Thái ưu ái. Trong chả cá tod man plo của họ cũng nặng mùi lá chanh. Chanh được vắt vào rất nhiều món ăn, vỏ và lá của cây trấp (hay còn gọi là loại chanh kaffir) thì là nguyên liệu chế biến và để trang trí lên món ăn.
Trong bất kể hình thức nào, cây rau mùi (Coriandrum sativum) là một loại rau thơm được sử dụng nhiều nhất trong các món ăn. Lá với hương thơm đặc trưng được dùng trong vô số các món ăn, rễ được giã với tỏi và hạt tiêu đen để làm gia vị, trong khi đó hạt cũng được làm gia vị và nguyên liệu cho món ăn.
Húng cũng là một thứ không thể thiếu được, với ba loại thường thấy: hương nhu trắng (hay é lớn lá, tên khoa học: Ocimum gratissimum) thường xuất hiện trong món súp và hải sản, húng quế chanh (Ocimum × citriodorum) lá nhỏ hơn thường đi kèm với món súp và là một thành phần của món xa lát và húng quế khác thì lại có trong các món xào.
Lá bạc hà lục (Mentha spicata) được dùng trong các món xa lát và thường làm rau sống, như cây bạc hà. 

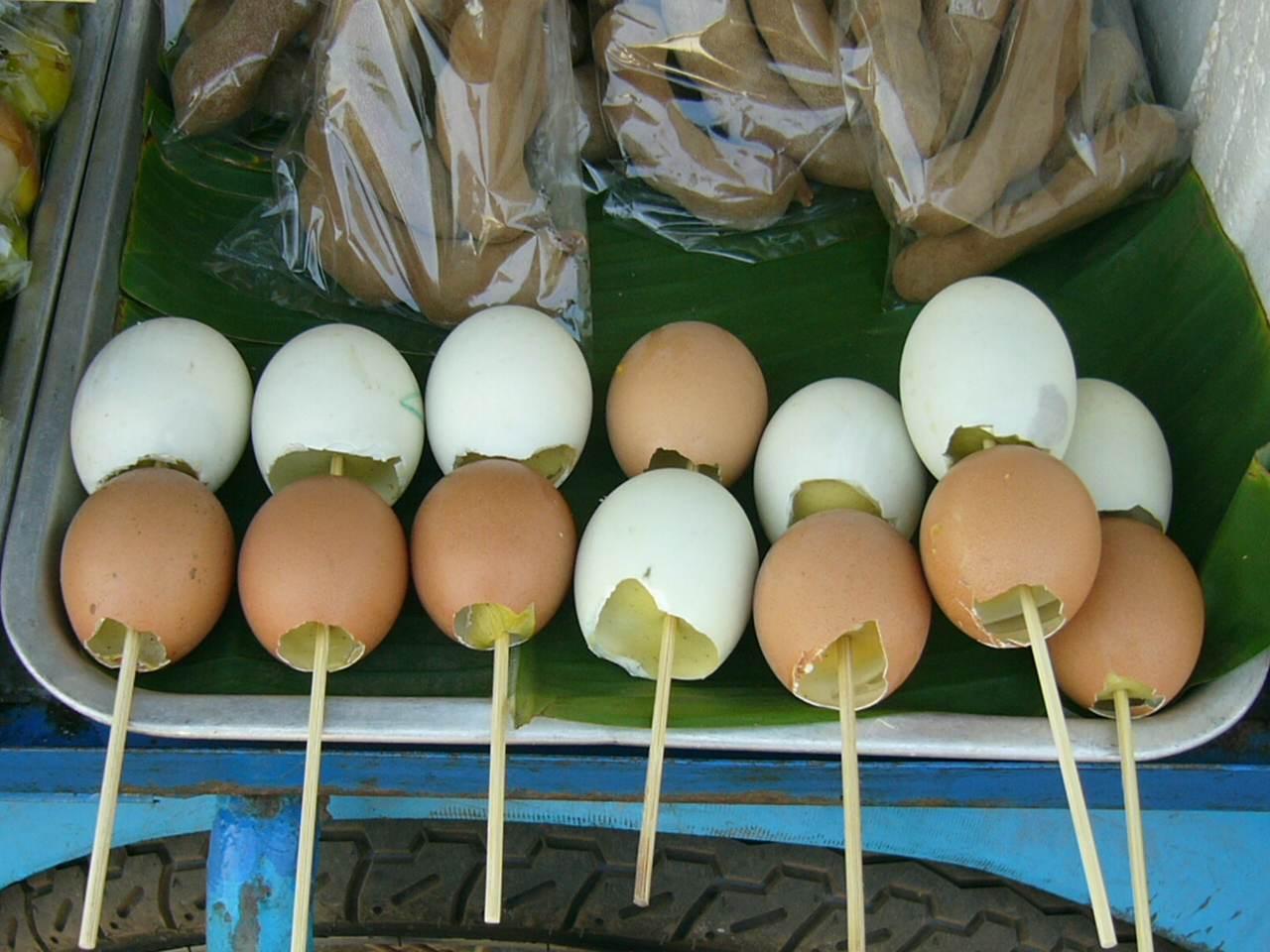
Trứng gà nướng kiểu Thái

Củ sả là một nguyên liệu đồng hành với hầu hết các món ăn của Thái và cũng chính là tên của một nhà hàng nổi tiếng và được cho cùng với tinh dầu quýt để làm cho nên vị của món tom yum, món ăn quốc gia của Thái. 

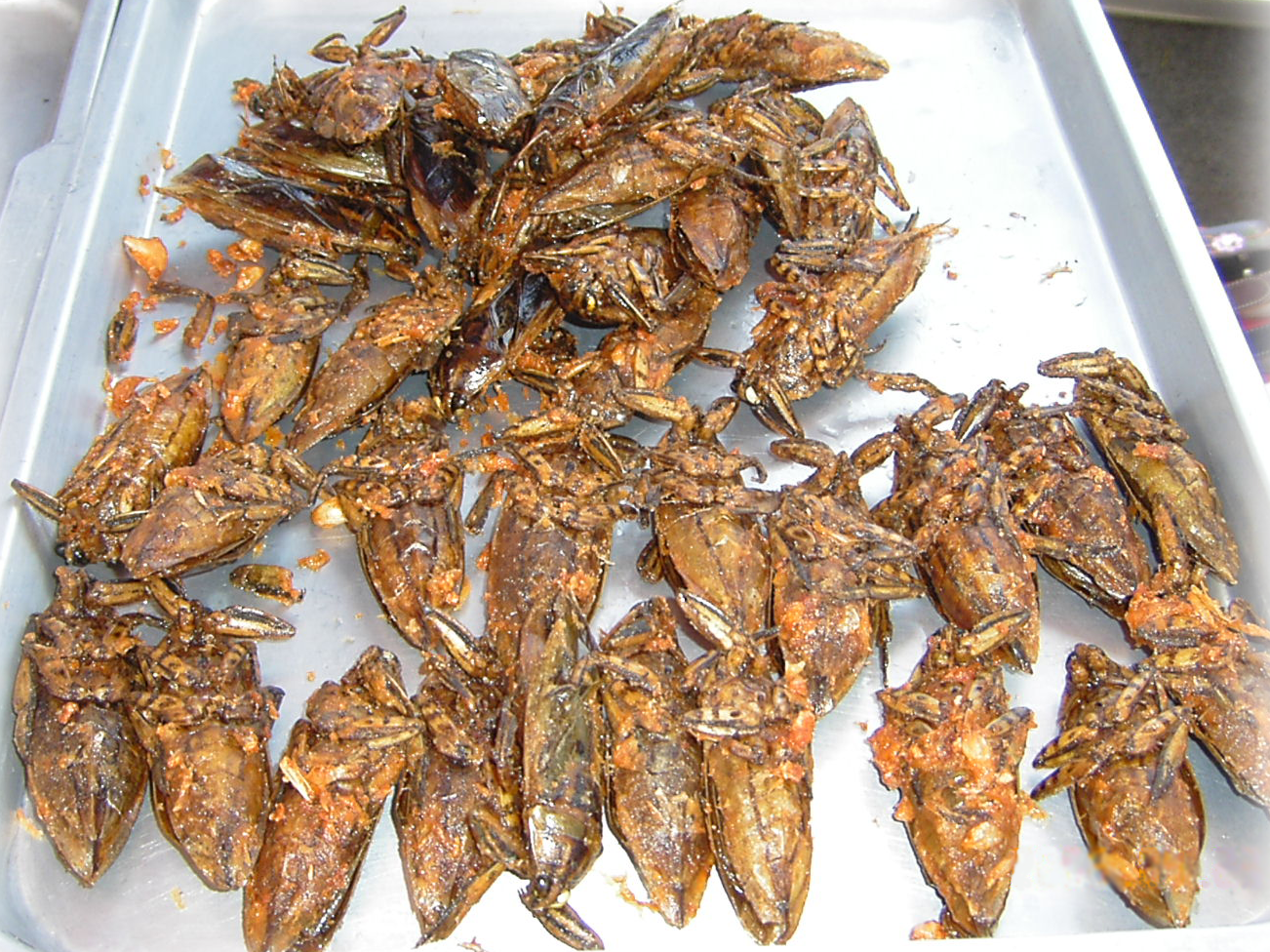
Cà cuống chiên giòn

Gừng được để tươi hay nghiền bột và riềng củ được cho vào món súp và cà ri. Cùng họ với gừng, nghệ đem lại màu vàng cam cho các món ăn miền Bắc Thái. Cây thì là, quế và bạch đậu khấu  được nhập cư từ Ấn Độ và được đem vào chế biến trong các món cà ri của Thái. Tỏi được dùng số lượng lớn cùng với hẹ. Hành thì có thể ăn sống hoặc nấu. Hành tím làm vỏ bọc hấp dẫn cho miếng thịt gà hay sườn lợn. Hạt tiêu đã từng được tin là đem lại sức nóng cho các món ăn trước khi ớt được nhập đến Thái Lan. Và nó luôn được coi là một gia vị rất quan trọng. 
Ớt chính là gia vị chính  trong các bữa ăn ở Thái. Cây ớt không phải xuất xứ từ Thái Lan mà được các thương nhân người Bồ Đào Nha và Tây Ban Nha mang đến từ Bắc Mỹ vào khoảng thế kỷ 16, 17. Ngày nay, tại Thái Lan có nhiều loại ớt được trồng khắp cả nước và chiếm ưu thế hơn hẳn là ba loại ớt: phrik yuak (ớt chuối) - loại ớt to, được thấy rất nhiều ở Vân Nam, Trung Quốc, Lào, Thái Lan); phrik chi fa (ớt chỉ thiên, dài và mảnh có 3 màu đỏ, vàng và xanh); và loại ớt nổi tiếng prik khi nu (ớt phân chuột), vị cay thành phần chính trong món nam pla phrik.

### Nước chấm
Nước chấm phổ biến của người Thái là nước mắm ớt pha loãng hay không pha loãng. Đặc biệt là xì dầu, sa tế và các loại nước chấm khác cũng được sử dụng trong các món ăn. Người Thái thích sử dụng nước mắm cà cuống  – trích tinh dầu con cà cuống pha với nước mắm. 

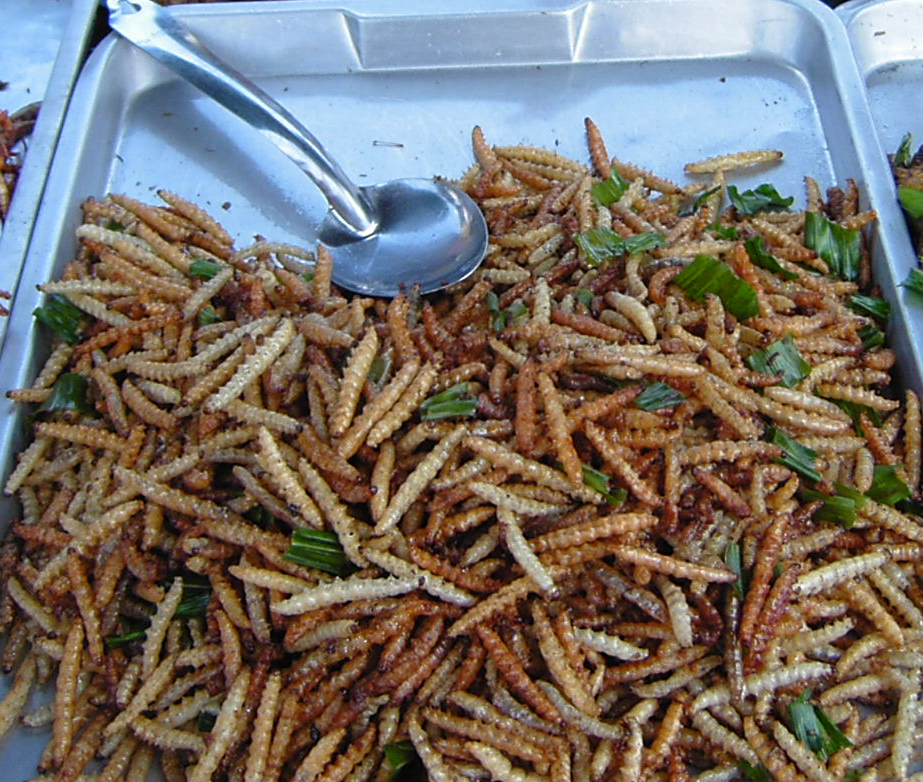
Côn trùng chiên

Người Isan ở vùng đông bắc Thái có loại chẩm chéo cổ truyền là Nam Jim Jaew, với nhiều trong số đó là sự kết hợp của mặn, ngọt, cay và chua.

## Gạo
Thái Lan là nước xuất khẩu gạo lớn nhất thế giới và với loại gạo khao hom  mali  là loại đắt giá nhất. Gạo Thái Lan ngon và hầu hết được ướp hương thơm.

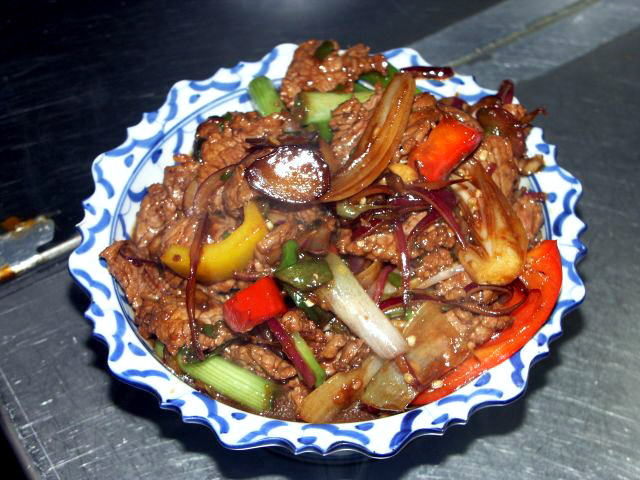
Neua pad prik-thịt xào cay

Ngoài ra cũng không thể thiếu món cơm lam được làm từ gạo nếp cùng một số nguyên liệu khác, cho vào ống tre, giang, nứa v.v. và nướng chín trên lửa.
Lấy gạo bỏ vào một chiếc ống giang một đầu hở, sau đó dùng lá chuối bịt kín lại rồi đốt. Nhưng nấu cơm lam thực ra không chỉ đơn giản như vậy. Ống giang dùng nấu cơm lam phải còn tươi để khi cơm chín, hạt cơm quyện thêm một chút vị ngọt và mùi đặc trưng của tre. Nứa thường được chọn giang bánh tẻ, non quá hay già quá đều không được.
Đốt lên một đống lửa, chờ thật đượm, sau đó đặt lên trên một chiếc kiềng và xếp các ống lam trên đó. Trong khi nấu không quên xoay đi xoay lại những chiếc ống lam như khi nướng bắp ngô. Khoảng một tiếng đồng hồ thì ăn được. Thực tế, theo kinh nghiệm thì khi mùi thơm từ ống Lam bay ra ngào ngạt là biết cơm chín hay chưa mà không cần mở nắp.
Khi cơm chín, chẻ bỏ lớp cháy đen bên ngoài ống cơm thật khéo léo cho đến khi bao bọc phần ruột cơm chỉ là một lớp lạt giang mỏng. Xắt mỗi ống ra thành năm hay bảy khúc. Khi ăn chỉ cần bóc bỏ lớp lạt giang bên ngoài.
Cơm lam được dọn ra ăn cùng với thịt gà hay thịt lợn rừng nướng.
Xôi lá cẩm được nấu trong chiếc chõ đọc là "hày khẩu" (tiếng Thái:หเ–ีฃ–าว).Lá cẩm rửa sạch, bỏ cọng sau đó bắt lên bếp nấu cho ra nước có màu tím đặc trưng. Tiếp theo ngâm gạo nếp với nước lá cẩm trong 1 đêm. Qua ngày đổ ráo nước và cho vào hấp cho đến khi thấy nếp dẻo và mềm là xôi chín. Xôi được dùng với vài lát xoài chín ăn kèm nước cốt dừa có vị ngọt, bùi, béo.

## Tráng miệng
Dù người Thái ăn các món ngọt tráng miệng, thường là loại màu sắc sáng và hơi ngọt làm từ bột gạo, nhưng hoa quả chính là cách truyền thống để kết thúc một bữa ăn. Khách du lịch luôn bị thu hút bởi phong phú của các loại hoa quả. Riêng chuối có thể kể đến 20 loại chuối khác nhau.
Món tráng miệng được trang trí một cách cầu kỳ và lạ mắt. Nhiều món tráng tráng miệng được tỉa gọt khá kỹ lưỡng và sắc sảo.

## Trái cây
Dưa hấu, đu đủ, dứa, xoài, ổi, mít, sầu riêng, chanh, quýt, dừa, bưởi, măng cụt, mãng cầu, mận, vải và nhãn luôn luôn có ở tất cả các khu chợ, ở quầy bán dạo, và ở các khu vườn. Một số loại có hương vị đặc biệt hơn khi ăn với muối trộn đường và ớt bột. Mứt trái cây là cả một nghệ thuật, đòi hỏi kỹ năng đặc biệt và hoa quả cũng được sử dụng làm nguyên liệu nấu ăn.

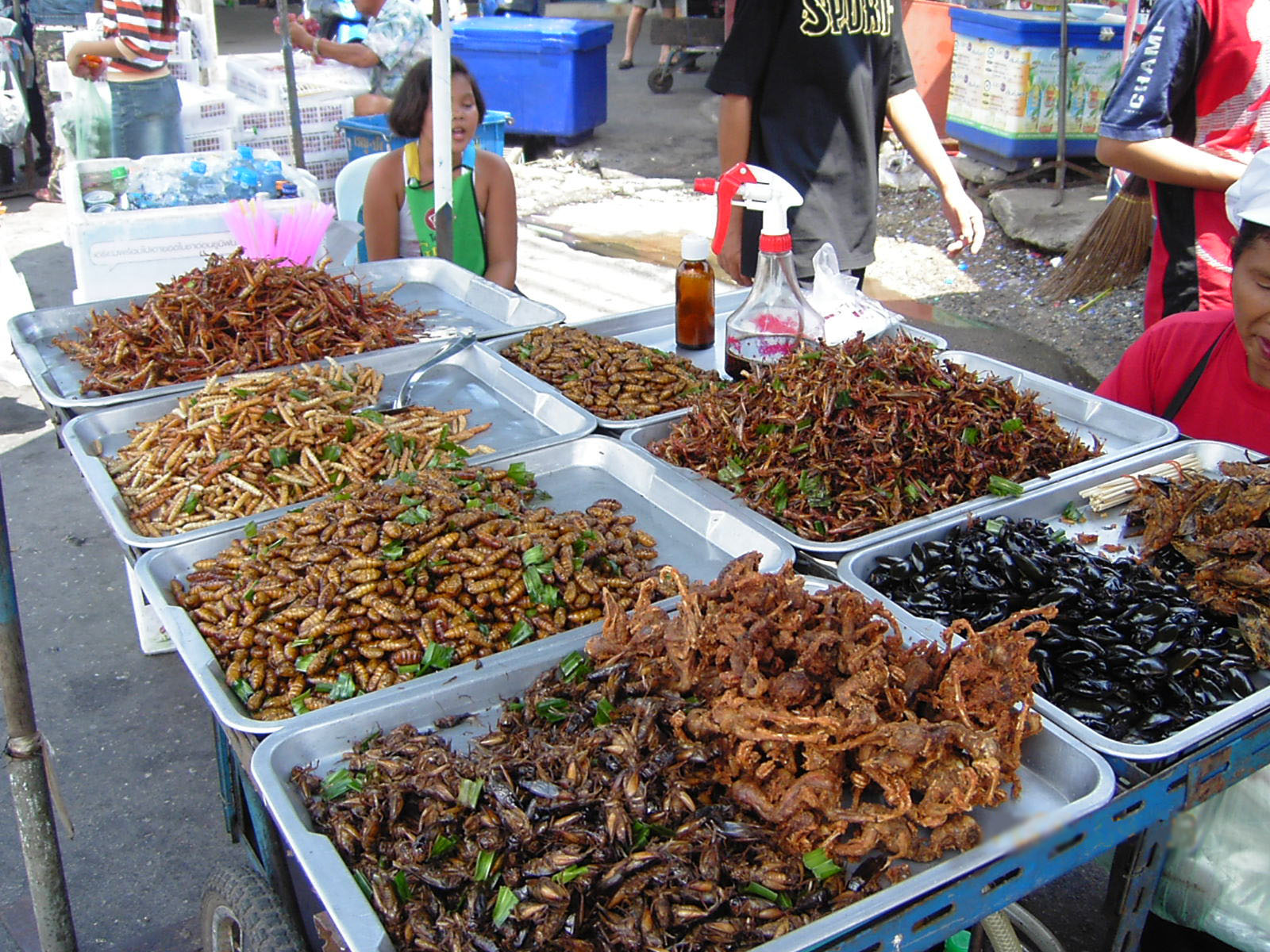
Có rất nhiều món ăn làm từ côn trùng được bày bán khắp đường phố Thái Lan

## Chè
Giống với đất nước Campuchia, chè Thái Lan ngon và có rất nhiều loại. Chè Thái Lan ngọt đậm và hầu hết đều có nước cốt dừa. Các nguyên liệu phối hợp bao gồm các loại trái cây và các loại mứt hay củ quả. Ngon nhất vẫn là các món chè xôi  trộn sầu riêng pha nước cốt dừa. Ngoài ra còn có chè củ năng bọc bột lọc. Chè Thái Lan nổi tiếng là chè thập cẩm với hàng chục loại trái cây, mứt và có sầu riêng phía trên cùng đá bào.

## Các món ăn nổi tiếng

### Tom yum
Tom yum là món súp chua cay của Thái Lan, một món ăn không thể lẫn vào đâu bởi hương vị chua cay của nó. Vị chính trong món này là lá chanh. Tom Yum Kung mỗi miền mỗi khác và mang đặc trưng phong cách riêng. Nhưng cái chua dịu dàng hơn chua miền Nam dẫu là chua me, mạnh hơn chua miền Trung, gắt hơn chua mơ miền Bắc một chút.
Tom yum nấu với tôm gọi là tom yum goong (goong nghĩa là tôm), nấu với thịt gà gọi là tom yum gai, nấu với cá gọi là tom yum pla.

### Dừa nướng
Trái dừa nguyên trái được người Thái đem nướng trên bếp lửa. Dừa nướng kiểu Thái này đem hương vị thơm và rất lạ miệng. Dừa nướng Thái Lan có thể tìm thấy trên hầu hết nẻo đường của Thái.

### Gỏi đu đủ Thái
Gỏi đu đủ Thái Lan- som tam là món salad đu đủ trộn với nước mắm, nước chanh, tỏi, ớt, mắm tôm, v.v... Món này có nguồn gốc từ vùng Đông Bắc Thái Lan.

### Pa pỉnh tộp
Pa pỉnh tộp (ปลาปิ้งต๊บ) (cá suối nướng lật úp) là món ăn cổ truyền của người Thái đen tỉnh Loei. Đây là món ăn quý, rất được trân trọng.
Nguyên liệu chính là cá suối như cá chép, cá trôi, cá trắm  thật tươi. Bắt cá về làm sạch vảy rồi mổ cá đằng dọc sống lưng thay vì bụng để con cá mềm mại dễ gấp úp lại hơn và phần gia vị nhồi trong bụng cá tiếp xúc với than hồng sẽ toả hương ngấm vào thịt cá. Gia vị ướp trực tiếp vào trong mình cá gồm gừng, sả, rau thơm và đặc biệt là mắc khén và mầm măng của cây sa nhân. Bên ngoài xoa một lớp bột riềng và thính gạo.  Pa pỉnh tộp nướng trên lửa than. Khi nướng phải dùng thanh tre kẹp lại để vị cá thêm đậm đà khi các loại gia vị thấm sâu vào từng thớ thịt và tỏa hương thơm,làm xiêu lòng bao thực khách.

## Các món khác
- Khway Yang (Thai: ควายย่าง) - Thịt trâu nướng
- Jok (Thai: โจ๊ก) - Đây là món ăn sáng của người Thái gọi là ChốK
- Khao Tom (Thai: ข้าวต้ม): Cơm gà - món ăn phổ biến dùng với súp và sườn non.
- Pad Thai (ผัดไทย): hủ tiếu xào kiểu Thái
- Khao mun gai: Cơm gà, nguyên liệu chính đa dạng.
- Khao Pad (Thai: ข้าวผัด): Món ăn phổ biến của người Thái gọi là "Kháo phặt"
- Rad na (Thai: ราดหน้า)
- Khao pad naem (Thai: ข้าวผัดแหนม)
- Pad see ew (Thai: ผัดซีอิ๊ว)
- Pad kee mao (Thai: ผัดขี้เมา)
- Khao khluk kapi (Thai: ข้าวคลุกกะปิ)
- Khanom chin namya (Thai: ขนมจีนน้ำยา)
- Khao soi (Thai: ข้าวซอย)
- Khao pad gai (Thai: ข้าวผัดไก่)
- Khao mun gai (Thai: ข้าวมันไก่)
- Gai pad grapao (Thai: ไก่ผัดกะเพรา)
- Gai pad med mamoung himaphan (Thai: ไก่ผัดเม็ดมะม่วงหิมพานต์)
- Gai Pad Khing (Thai: ไก่ผัดขิง)
- Tom kha gai (Thai: ต้มข่าไก่)
- Saté (Thai: สะเต๊ะ)
- Gaeng khiew-waan, Thai: แกงเขียวหวาน)
- Cà ri Massaman (Thai: แกงมัสมั่น)
- Pad prik (Thai: ผัดพริก)
- Pad kaphrao (Thai: ผัดกะเพรา)
- Pad pak ruam (Thai: ผัดผักรวม)
- Panaeng (Thai: พะแนง)
- Tod man (Thai: ทอดมัน)
- Boo Jah (Thai: ปูจ๋า)
- Choo-Chee Plah Ga-Pong (Thai: ฉู่ฉี่ปลากระพง)
- Lạp (Lao: ລາບ, Thai: ลาบ)
- Gỏi rau dớn (Thai: ยำผักกูดกุ้งสด)
- Khao saen (Thai: ข้าวแสง): bánh snack chiên giống bánh phồng tôm. Đây là bánh snack của người Thái Đen ở Loei.

Sắn củ hoặc gạo ngâm nước nhuộm màu bằng các loại lá và quả. Khi gạo (sắn) đã ngâm đủ thời gian, sẽ được giã ra rồi đồ lên, cán mỏng phơi ráo, xong rồi xén và đem phơi khô, cuối cùng là đóng túi.
- Nam Tok (Thai: น้ำตก)
- Yam (Thai: ยำ)
- Kaeng Bon (Thai:แกงบอน)
- Kaeng Phả (Thai:แกงผำ)
- Khaw Krieng (Thai:ข้าวเกรียบ) - bánh bột ngô nướng
- Khao Kki (Thai: ข้าวจี้) - cơm nếp xiên nướng
- Gaw Yeeng Dan (Thai: แจ่วเอือดด้าน) - mắm ruốc Thái
- Tom saep (Thai: ต้มแซบ)
- Thả Phạk Cub (Thai: ทำผักจุ๊บ)
- Kay Peeng (Thai: ไก่ปยง) - Cáy Pỉnh - gà nướng mắc khén
- Tiết canh (Thai:ทำเลือดต้า hoặc เลือดต้า)
- Nộm rau chay(Thai:ผักจุ๊บ)
- Gai yang (Thai: ไก่ย่าง)
- Thịt lợn cay (Thai: ผัดเผ็ดไส้หมู)
- Súp thịt lợn (Thai:หมูลอย)
- Suea Rong Hai (Thai: เสือร้องไห้)
- Sticky rice (Thai: ข้าวเหนียว)
- Nam prik num (Thai: น้ำพริกหนุ่ม)
- Mo Geng,(Thai: ข้าวเหนียวมะม่วง)
- Lod Chong Nam Ka Ti (Thai: ลอดช่องน้ำกะทิ)
- Kanom Tan (Thai: ขนมตาล)
- Ruam Mit (Thai: รวมมิตร)
- Jim Jaew (Thai:  น้ำจิ้มแจ่ว)- (đọc là "chẩm chéo"), là gia vị chấm cổ truyền của Đông Bắc Thái Lan. Chẩm chéo dùng chấm xôi, các món luộc, đồ nướng và các món rau sống. Nguyên liệu chính của món chấm này bao gồm ớt, muối, mắc khén, tỏi,hạt dổi,Gừng,Húng lủi,Rau thơm,Mùi tàu,Sả
- Hin Phrick Mee Thaw Lawng Leang (Thai: หินพืชไม่มีท่อลำเลียง) - món rêu đá
- Kanom Chun (Thai: ขนมชั้น) – một loại bánh làm bằng gạo nếp trộn với bột sữa dừa
- Kanom Bua Loy (Thai: ขนมบัวลอย) - giữa bột và sữa dừa cho ra một loại bánh khá ngon theo kiều Thái
- Neua Khrua Chan Bon (Thai: เนื้อครัวชั้นบน) - món thịt gác bếp

### Món ăn từ côn trùng
Loại thức ăn giàu đạm này được tìm thấy rất nhiều trên đất nước Campuchia và Thái Lan và Lào. Người Thái Lan rất thích dùng côn trùng đẻ chế biến nhiều món ăn. Từ dế cơm, trứng kiến đến con cà cuống, nhện trong các món chiên, xào, dồn đậu phộng đến hấp cơm hay ngâm giấm đều rất ngon. Đắt nhất vẫn là con cà cuống - một loại côn trùng có ích sống nhiều ở đồng ruộng Campuchia với hương vị thơm cay. Cà cuống hiện nay đang trên đà tuyệt chủng vì nạn săn bắt quá mức và do lạm dụng các loại thuốc bảo vệ thực vật trên cây trồng. Cà cuống hiện nay đang bày bán tại các chợ côn trùng Campuchia hầu hết đã được lấy túi hương ra, chỉ còn lại thân mà thôi, còn túi hương người ta sẽ bán riêng với giá khá cao. Cà cuống từ Campuchia được xuất khẩu sang Thái Lan cả phần xác và túi hương. Món ăn từ côn trùng của người Thái Lan khác Lào và Campuchia ở chỗ, món ăn từ côn trùng của Thái Lan chế biến nhiều món hơn, cầu kỳ hơn và sử dụng khá nhiều gia vị cho món ăn này. Đặc biệt ở Thái Lan, có món ăn từ bọ cạp được xem là đặc trưng rất riêng.